# Galtellì
Galtellì ist eine Gemeinde in der Provinz Nuoro in der italienischen Region Sardinien mit 2365 Einwohnern (Stand 31. Dezember 2023).
Galtellì liegt 31 km östlich von Nuoro.
Die Nachbargemeinden sind: Dorgali, Irgoli, Loculi, Lula, Onifai und Orosei.
Das Gigantengrab von Biristeddi liegt bei Galtelli.

## Einzelnachweise

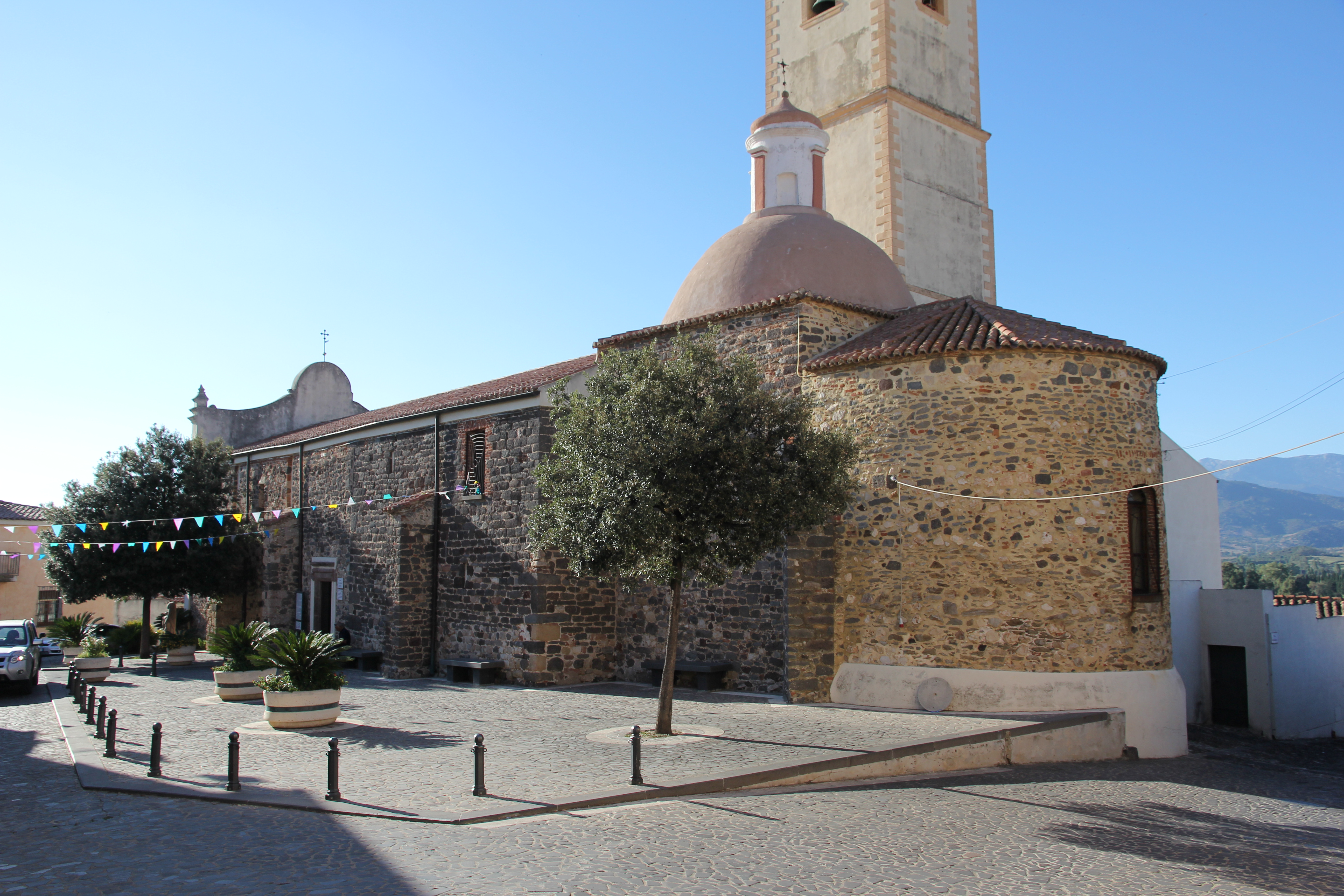
Chiesa del Santissimo Crocifisso